# كيتيمات (كولومبيا البريطانية)
كيتيمات (بالإنجليزية: Kitimat)‏ هي مدينة كندية تقع في مقاطعة كولومبيا البريطانية. تبلغ مساحة هذه المدينة 242.6283 (كم²)، ويبلغ عدد سكانها 8987 نسمة حسب إحصاء سنة 2006 م، بينما كان يسكنها 10285 نسمة في سنة 2001 م. تحتل هذه المدينة المرتبة رقم 422 بين مدن كندا حسب عدد السكان والمرتبة رقم 61 في المقاطعة. نما عدد السكان في هذه المدينة بنسبة (-12.6) بين العامين المذكورين.

## المناخ
| البيانات المناخية لـكيتيمات        | البيانات المناخية لـكيتيمات | البيانات المناخية لـكيتيمات | البيانات المناخية لـكيتيمات | البيانات المناخية لـكيتيمات | البيانات المناخية لـكيتيمات | البيانات المناخية لـكيتيمات | البيانات المناخية لـكيتيمات | البيانات المناخية لـكيتيمات | البيانات المناخية لـكيتيمات | البيانات المناخية لـكيتيمات | البيانات المناخية لـكيتيمات | البيانات المناخية لـكيتيمات | البيانات المناخية لـكيتيمات |
| الشهر                              | يناير                       | فبراير                      | مارس                        | أبريل                       | مايو                        | يونيو                       | يوليو                       | أغسطس                       | سبتمبر                      | أكتوبر                      | نوفمبر                      | ديسمبر                      | المعدل السنوي               |
| ---------------------------------- | --------------------------- | --------------------------- | --------------------------- | --------------------------- | --------------------------- | --------------------------- | --------------------------- | --------------------------- | --------------------------- | --------------------------- | --------------------------- | --------------------------- | --------------------------- |
| الدرجة القصوى °م (°ف)              | 12.2 (54.0)                 | 13.0 (55.4)                 | 18.0 (64.4)                 | 27.5 (81.5)                 | 32.8 (91.0)                 | 37.0 (98.6)                 | 36.1 (97.0)                 | 36.0 (96.8)                 | 33.3 (91.9)                 | 25.0 (77.0)                 | 13.3 (55.9)                 | 10.0 (50.0)                 | 37.0 (98.6)                 |
| متوسط درجة الحرارة الكبرى °م (°ف)  | 0.5 (32.9)                  | 3.1 (37.6)                  | 6.7 (44.1)                  | 11.7 (53.1)                 | 16.2 (61.2)                 | 19.5 (67.1)                 | 21.6 (70.9)                 | 21.4 (70.5)                 | 16.8 (62.2)                 | 10.1 (50.2)                 | 3.9 (39.0)                  | 1.2 (34.2)                  | 11.1 (52.0)                 |
| المتوسط اليومي °م (°ف)             | −1.7 (28.9)                 | 0.3 (32.5)                  | 3.2 (37.8)                  | 7.1 (44.8)                  | 11.0 (51.8)                 | 14.5 (58.1)                 | 16.7 (62.1)                 | 16.5 (61.7)                 | 12.6 (54.7)                 | 7.2 (45.0)                  | 1.8 (35.2)                  | −0.8 (30.6)                 | 7.4 (45.3)                  |
| متوسط درجة الحرارة الصغرى °م (°ف)  | −4.0 (24.8)                 | −2.5 (27.5)                 | −0.3 (31.5)                 | 2.4 (36.3)                  | 5.7 (42.3)                  | 9.5 (49.1)                  | 11.7 (53.1)                 | 11.5 (52.7)                 | 8.3 (46.9)                  | 4.3 (39.7)                  | −0.3 (31.5)                 | −2.8 (27.0)                 | 3.6 (38.5)                  |
| أدنى درجة حرارة °م (°ف)            | −25.0 (−13.0)               | −23.9 (−11.0)               | −19.4 (−2.9)                | −10.0 (14.0)                | −6.7 (19.9)                 | −0.6 (30.9)                 | 3.9 (39.0)                  | 2.0 (35.6)                  | −2.0 (28.4)                 | −13.0 (8.6)                 | −24.0 (−11.2)               | −25.0 (−13.0)               | −25.0 (−13.0)               |
| الهطول مم (إنش)                    | 288.4 (11.35)               | 186.8 (7.35)                | 160.7 (6.33)                | 128.3 (5.05)                | 89.5 (3.52)                 | 73.1 (2.88)                 | 62.4 (2.46)                 | 95.7 (3.77)                 | 190.2 (7.49)                | 323.5 (12.74)               | 320.3 (12.61)               | 291.8 (11.49)               | 2٬210٫7 (87.04)             |
| معدل هطول الأمطار مم (إنش)         | 195.7 (7.70)                | 133.6 (5.26)                | 134.5 (5.30)                | 123.0 (4.84)                | 88.7 (3.49)                 | 73.1 (2.88)                 | 62.4 (2.46)                 | 95.7 (3.77)                 | 190.2 (7.49)                | 319.9 (12.59)               | 266.6 (10.50)               | 202.7 (7.98)                | 1٬886٫1 (74.26)             |
| متوسط تساقط الثلوج سم (إنش)        | 92.7 (36.5)                 | 53.2 (20.9)                 | 26.3 (10.4)                 | 5.4 (2.1)                   | 0.8 (0.3)                   | 0.0 (0.0)                   | 0.0 (0.0)                   | 0.0 (0.0)                   | 0.0 (0.0)                   | 3.5 (1.4)                   | 53.7 (21.1)                 | 89.1 (35.1)                 | 324.6 (127.8)               |
| متوسط أيام هطول الأمطار (≥ 0.2 mm) | 19.7                        | 15.5                        | 18.5                        | 17.2                        | 15.8                        | 14.8                        | 13.2                        | 13.7                        | 16.9                        | 22.1                        | 21.7                        | 21.5                        | 210.5                       |
| متوسط الأيام الممطرة (≥ 0.2 mm)    | 14.5                        | 12.0                        | 16.7                        | 17.0                        | 15.8                        | 14.8                        | 13.2                        | 13.7                        | 16.9                        | 21.9                        | 18.8                        | 14.8                        | 190.1                       |
| متوسط الأيام المثلجة (≥ 0.2 cm)    | 9.2                         | 6.3                         | 5.0                         | 1.2                         | 0.2                         | 0.0                         | 0.0                         | 0.0                         | 0.0                         | 1.0                         | 7.0                         | 11.4                        | 41.2                        |
| ساعات سطوع الشمس الشهرية           | 48.5                        | 75.9                        | 103.8                       | 153.9                       | 199.6                       | 189.5                       | 214.3                       | 196.5                       | 129.7                       | 69.2                        | 38.1                        | 30.9                        | 1٬449٫9                     |
| نسبة وصول أشعة الشمس               | 19.5                        | 27.7                        | 28.3                        | 36.6                        | 40.3                        | 37.1                        | 41.7                        | 42.7                        | 33.9                        | 21.1                        | 14.8                        | 13.3                        | 29.7                        |
| المصدر:                            |                             |                             |                             |                             |                             |                             |                             |                             |                             |                             |                             |                             |                             |

## أعلام
- بنجامين ثورن
- روب كلارك
- إيدن روبنسون

## وصلات خارجية
- الأطلس الحكومي لكندا
- إحصاءات كندا مع ساعة تعداد السكان